# EuroCoupe de basket-ball 2016-2017
Navigation
Édition précédente Édition suivante
L’EuroCoupe de basket-ball 2016-2017, aussi appelée 7DAYS EuroCup, est la quinzième édition de l'Eurocoupe.

## Format de la compétition
En avril 2016, l'Euroleague Basketball met en place un nouveau format de compétition avec 24 équipes réparties en quatre groupes de six équipes.
Les quatre premières équipes de chaque groupe de la phase régulière sont réparties dans quatre groupes de quatre équipes. Les deux premières équipes de chaque groupe sont qualifiées pour les phases finales (quarts de finale, demi-finales et la finale au meilleur des trois matches).
Le vainqueur de cette compétition est automatiquement qualifié pour la saison 2017-2018 de l'Euroligue.

## Saison régulière

### Composition initiale des chapeaux
Les chapeaux sont annoncés le 7 juillet 2016 au Mediapro Auditorium de Barcelone. Les 24 équipes sont réparties dans quatre groupes de six, avec une restriction pour les équipes du même pays qui ne peuvent pas se rencontrer.
| Pot 1                                                                                             | Pot 2                                                             | Pot 3                                                                                        |
| ------------------------------------------------------------------------------------------------- | ----------------------------------------------------------------- | -------------------------------------------------------------------------------------------- |
| Lokomotiv Kouban-Krasnodar Khimki Moscou BK Nijni Novgorod Unicaja Málaga                         | Valencia Basket Alba Berlin Bayern Munich Herbalife Gran Canaria  | Cedevita Dominion Bilbao Basket UCAM Murcia Union Olimpija Ljubljana                         |
| Pot 4                                                                                             | Pot 5                                                             | Pot 6                                                                                        |
| Hapoël Bank Yahav Jérusalem Lietuvos rytas Vilnius Banco di Sardegna Sassari Stelmet Zielona Góra | Zénith Saint-Pétersbourg FoxTown Cantù AEK Athènes ratiopharm Ulm | Budućnost VOLI Podgorica Partizan Belgrade Dolomiti Energia Trento Grissin Bon Reggio Emilia |

À l'origine, 24 équipes devaient participer,. Les quatre clubs italiens (Dolomiti Energia Trento, Grissin Bon Reggio Emilia, FoxTown Cantù et Banco di Sardegna Sassari), les Grecs de l'AEK Athènes, les Polonais du Stelmet Zielona Góra, les Serbes du Partizan Belgrade et les Russes du BC Krasny Oktyabr (en), soit huit équipes, décident de décliner l'invitation à participer à la compétition en raison d'un conflit entre la FIBA et l'Euroleague,.

### Les équipes participantes après les forfaits
20 équipes participent à la saison régulière de l'EuroCoupe.
| Participation à la Saison régulière | Participation à la Saison régulière | Participation à la Saison régulière | Participation à la Saison régulière |
| ----------------------------------- | ----------------------------------- | ----------------------------------- | ----------------------------------- |
| Valencia Basket (3e)                | Montakit Fuenlabrada (AV)           | Budućnost VOLI Podgorica (3e)       | ALBA Berlin (4e)                    |
| Herbalife Gran Canaria (5e)         | Zénith Saint-Pétersbourg (3e)       | Cedevita (4e)                       | Bayern Munich (7e)                  |
| Unicaja Málaga (6e)                 | Khimki Moscou (4e)                  | Union Olimpija (WC)                 | Lietuvos rytas Vilnius (3e)         |
| UCAM Murcia (7e)                    | Lokomotiv Kouban-Krasnodar (5e)     | MZT Skopje Aerodrom (AV)            | Lietkabelis (AV)                    |
| Dominion Bilbao Basket (WC)         | BK Nijni Novgorod (WC)              | Ratiopharm Ulm (2e)                 | Hapoël Bank Yahav Jérusalem (2e)    |

Légende :
- Vainqueur
- Finaliste
- Éliminé en demi-finale
- Éliminé en quart de finale
- Éliminé lors du Top 16
- Éliminé lors de la phase régulière

## Dates des tours et des playoffs
| Phase            | Tour             | Date du tirage | Premier manche   | Deuxième manche  | Troisième manche |
| ---------------- | ---------------- | -------------- | ---------------- | ---------------- | ---------------- |
| Saison régulière | Match 1          | 7 juillet 2016 | 12 octobre 2016  | 12 octobre 2016  | 12 octobre 2016  |
| Saison régulière | Match 2          | 7 juillet 2016 | 19 octobre 2016  | 19 octobre 2016  | 19 octobre 2016  |
| Saison régulière | Match 3          | 7 juillet 2016 | 26 octobre 2016  | 26 octobre 2016  | 26 octobre 2016  |
| Saison régulière | Match 4          | 7 juillet 2016 | 2 novembre 2016  | 2 novembre 2016  | 2 novembre 2016  |
| Saison régulière | Match 5          | 7 juillet 2016 | 9 novembre 2016  | 9 novembre 2016  | 9 novembre 2016  |
| Saison régulière | Match 6          | 7 juillet 2016 | 16 novembre 2016 | 16 novembre 2016 | 16 novembre 2016 |
| Saison régulière | Match 7          | 7 juillet 2016 | 23 novembre 2016 | 23 novembre 2016 | 23 novembre 2016 |
| Saison régulière | Match 8          | 7 juillet 2016 | 30 novembre 2016 | 30 novembre 2016 | 30 novembre 2016 |
| Saison régulière | Match 9          | 7 juillet 2016 | 7 décembre 2016  | 7 décembre 2016  | 7 décembre 2016  |
| Saison régulière | Match 10         | 7 juillet 2016 | 14 décembre 2016 | 14 décembre 2016 | 14 décembre 2016 |
| Top 16           | Match 1          | 7 juillet 2016 | 4 janvier 2017   | 4 janvier 2017   | 4 janvier 2017   |
| Top 16           | Match 2          | 7 juillet 2016 | 11 janvier 2017  | 11 janvier 2017  | 11 janvier 2017  |
| Top 16           | Match 3          | 7 juillet 2016 | 18 janvier 2017  | 18 janvier 2017  | 18 janvier 2017  |
| Top 16           | Match 4          | 7 juillet 2016 | 25 février 2017  | 25 février 2017  | 25 février 2017  |
| Top 16           | Match 5          | 7 juillet 2016 | 1er février 2017 | 1er février 2017 | 1er février 2017 |
| Top 16           | Match 6          | 7 juillet 2016 | 8 février 2017   | 8 février 2017   | 8 février 2017   |
| Playoffs         | Quarts de finale | 7 juillet 2016 | 28 février 2017  | 3 mars 2017      | 8 mars 2017      |
| Playoffs         | Demi-finales     | 7 juillet 2016 | 14 mars 2017     | 17 mars 2017     | 22 mars 2017     |
| Playoffs         | Finales          | 7 juillet 2016 | 28 mars 2017     | 31 mars 2017     | 5 avril 2017     |

## Compétition

### Phase régulière

#### Groupe A
| Rang | Équipe                 | %  | J | G | P | Pp  | Pc  | Diff |  | Résultats (dom.\ext.)  | NIJ   | GRA    | CED    | LIE   | SKO   |
| ---- | ---------------------- | -- | - | - | - | --- | --- | ---- |  | ---------------------- | ----- | ------ | ------ | ----- | ----- |
| 1    | Herbalife Gran Canaria | 88 | 8 | 7 | 1 | 758 | 630 | 128  |  | BK Nijni Novgorod      |       | 80-106 | 82-84  | 91-89 | 88-74 |
| 2    | KK Cedevita Zagreb     | 75 | 8 | 6 | 2 | 678 | 644 | 34   |  | Herbalife Gran Canaria | 98-87 |        | 101-76 | 86-67 | 87-75 |
| 3    | BK Nijni Novgorod      | 50 | 8 | 4 | 4 | 659 | 693 | -34  |  | KK Cedevita Zagreb     | 92-77 | 97-90  |        | 76-80 | 95-61 |
| 4    | Panevėžio Lietkabelis  | 38 | 8 | 3 | 5 | 626 | 658 | -32  |  | Panevėžio Lietkabelis  | 72-75 | 73-92  | 68-69  |       | 90-89 |
| 5    | MZT Skopje Aerodrom    | 0  | 8 | 0 | 8 | 617 | 713 | -96  |  | MZT Skopje Aerodrom    | 82-97 | 75-98  | 85-89  | 80-87 |       |

#### Groupe B
| Rang | Équipe                 | %  | J | G | P | Pp  | Pc  | Diff |  | Résultats (dom.\ext.)  | KHI    | BER    | BIL   | RYT     | FUE    |
| ---- | ---------------------- | -- | - | - | - | --- | --- | ---- |  | ---------------------- | ------ | ------ | ----- | ------- | ------ |
| 1    | BC Khimki Moscou       | 75 | 8 | 6 | 2 | 728 | 636 | 92   |  | BC Khimki Moscou       |        | 88-77  | 99-78 | 76-71   | 96-84  |
| 2    | Montakit Fuenlabrada   | 50 | 8 | 4 | 4 | 696 | 695 | 1    |  | ALBA Berlin            | 72-102 |        | 88-92 | 124-115 | 88-81  |
| 3    | ALBA Berlin            | 50 | 8 | 4 | 4 | 681 | 734 | -53  |  | RETAbet Bilbao Basket  | 72-91  | 77-85  |       | 80-76   | 97-83  |
| 4    | Lietuvos rytas Vilnius | 38 | 8 | 3 | 5 | 683 | 674 | 9    |  | Lietuvos rytas Vilnius | 93-91  | 97-99  | 83-71 |         | 101-84 |
| 5    | RETAbet Bilbao Basket  | 38 | 8 | 3 | 5 | 645 | 694 | -49  |  | Montakit Fuenlabrada   | 89-85  | 105-80 | 89-78 | 81-70   |        |

#### Groupe C
| Rang | Équipe                   | %  | J | G | P | Pp  | Pc  | Diff |  | Résultats (dom.\ext.)    | MAL   | MUN   | MUR   | STP   | BUD   |
| ---- | ------------------------ | -- | - | - | - | --- | --- | ---- |  | ------------------------ | ----- | ----- | ----- | ----- | ----- |
| 1    | Zénith Saint-Pétersbourg | 75 | 8 | 6 | 2 | 692 | 655 | 37   |  | Unicaja Málaga           |       | 62-74 | 89-86 | 93-86 | 93-75 |
| 2    | Bayern Munich            | 75 | 8 | 6 | 2 | 641 | 583 | 58   |  | Bayern Munich            | 72-69 |       | 92-84 | 88-99 | 80-66 |
| 3    | UCAM Murcia              | 50 | 8 | 4 | 4 | 642 | 646 | -4   |  | UCAM Murcia              | 83-75 | 79-90 |       | 77-90 | 86-77 |
| 4    | Unicaja Málaga           | 50 | 8 | 4 | 4 | 623 | 607 | 16   |  | Zénith Saint-Pétersbourg | 82-72 | 80-77 | 83-85 |       | 84-79 |
| 5    | Budućnost VOLI Podgorica | 0  | 8 | 0 | 8 | 573 | 680 | -107 |  | Budućnost VOLI Podgorica | 62-86 | 44-68 | 75-86 | 95-97 |       |

#### Groupe D
| Rang | Équipe                      | %  | J | G | P | Pp  | Pc  | Diff |  | Résultats (dom.\ext.)       | KOU     | VAL   | OLI   | JER    | ULM   |
| ---- | --------------------------- | -- | - | - | - | --- | --- | ---- |  | --------------------------- | ------- | ----- | ----- | ------ | ----- |
| 1    | Valencia Basket Club        | 88 | 8 | 7 | 1 | 657 | 570 | 87   |  | Lokomotiv Kouban-Krasnodar  |         | 64-73 | 77-64 | 88-68  | 62-77 |
| 2    | Hapoël Bank Yahav Jérusalem | 63 | 8 | 5 | 3 | 639 | 640 | -1   |  | Valencia Basket Club        | 78-77   |       | 87-74 | 77-81  | 95-58 |
| 3    | Ratiopharm Ulm              | 50 | 8 | 4 | 4 | 612 | 638 | -26  |  | Union Olimpija Ljubljana    | 64-72   | 72-75 |       | 74-89  | 76-72 |
| 4    | Lokomotiv Kouban-Krasnodar  | 38 | 8 | 3 | 5 | 610 | 605 | 5    |  | Hapoël Bank Yahav Jérusalem | 90-79   | 84-86 | 81-69 |        | 69-84 |
| 5    | Union Olimpija Ljubljana    | 13 | 8 | 1 | 7 | 575 | 640 | -65  |  | Ratiopharm Ulm              | 105-101 | 60-86 | 87-82 | 103-77 |       |

### Top 16

#### Groupe E
| Rang | Équipe                     | %  | J | G | P | Pp  | Pc  | Diff |  | Résultats (dom.\ext.)      | GRA   | FUE    | MUR   | KOU   |
| ---- | -------------------------- | -- | - | - | - | --- | --- | ---- |  | -------------------------- | ----- | ------ | ----- | ----- |
| 1    | Lokomotiv Kouban-Krasnodar | 83 | 6 | 5 | 1 | 484 | 424 | 60   |  | Herbalife Gran Canaria     |       | 100-76 | 94-85 | 71-86 |
| 2    | Herbalife Gran Canaria     | 67 | 6 | 4 | 2 | 491 | 465 | 26   |  | Montakit Fuenlabrada       | 85-75 |        | 85-69 | 87-91 |
| 3    | Montakit Fuenlabrada       | 33 | 6 | 2 | 4 | 469 | 508 | -39  |  | UCAM Murcia                | 67-83 | 87-75  |       | 77-85 |
| 4    | UCAM Murcia                | 17 | 6 | 1 | 5 | 445 | 492 | -47  |  | Lokomotiv Kouban-Krasnodar | 66-68 | 86-61  | 70-60 |       |

#### Groupe F
| Rang | Équipe                | %   | J | G | P | Pp  | Pc  | Diff |  | Résultats (dom.\ext.) | KHI   | MUN   | ULM    | LIE   |
| ---- | --------------------- | --- | - | - | - | --- | --- | ---- |  | --------------------- | ----- | ----- | ------ | ----- |
| 1    | Bayern Munich         | 100 | 6 | 6 | 0 | 479 | 430 | 49   |  | BC Khimki Moscou      |       | 74-96 | 85-84  | 88-80 |
| 2    | BC Khimki Moscou      | 67  | 6 | 4 | 2 | 503 | 493 | 10   |  | Bayern Munich         | 90-74 |       | 101-98 | 85-69 |
| 3    | Panevėžio Lietkabelis | 33  | 6 | 2 | 4 | 470 | 505 | -35  |  | Ratiopharm Ulm        | 90-95 | 57-68 |        | 81-86 |
| 4    | Ratiopharm Ulm        | 0   | 6 | 0 | 6 | 482 | 506 | -24  |  | Panevėžio Lietkabelis | 77-89 | 72-78 | 86-84  |       |

#### Groupe G
| Rang | Équipe                      | %  | J | G | P | Pp  | Pc  | Diff |  | Résultats (dom.\ext.)       | ZEN     | JER    | NIJ   | RYT   |
| ---- | --------------------------- | -- | - | - | - | --- | --- | ---- |  | --------------------------- | ------- | ------ | ----- | ----- |
| 1    | Hapoël Bank Yahav Jérusalem | 83 | 6 | 5 | 1 | 521 | 484 | 37   |  | Zénith Saint-Pétersbourg    |         | 101-81 | 90-66 | 88-79 |
| 2    | Zénith Saint-Pétersbourg    | 50 | 6 | 3 | 3 | 549 | 522 | 27   |  | Hapoël Bank Yahav Jérusalem | 97-81   |        | 98-76 | 84-77 |
| 3    | Lietuvos rytas Vilnius      | 50 | 6 | 3 | 3 | 514 | 472 | 42   |  | BK Nijni Novgorod           | 113-105 | 73-81  |       | 63-97 |
| 4    | BK Nijni Novgorod           | 17 | 6 | 1 | 5 | 464 | 570 | -106 |  | Lietuvos rytas Vilnius      | 86-84   | 76-80  | 99-73 |       |

#### Groupe H
| Rang | Équipe               | Pts | J | G | P | Pp  | Pc  | Diff |  | Résultats (dom.\ext.) | VAL   | CED   | BER   | MAL   |
| ---- | -------------------- | --- | - | - | - | --- | --- | ---- |  | --------------------- | ----- | ----- | ----- | ----- |
| 1    | Valencia Basket Club | 100 | 6 | 6 | 0 | 508 | 429 | 79   |  | Valencia Basket Club  |       | 71-58 | 85-80 | 86-62 |
| 2    | Unicaja Málaga       | 50  | 6 | 3 | 3 | 436 | 443 | -7   |  | KK Cedevita Zagreb    | 86-89 |       | 99-83 | 74-71 |
| 3    | KK Cedevita Zagreb   | 33  | 6 | 2 | 4 | 452 | 480 | -28  |  | ALBA Berlin           | 73-99 | 93-76 |       | 69-77 |
| 4    | ALBA Berlin          | 17  | 6 | 1 | 5 | 475 | 519 | -44  |  | Unicaja Málaga        | 70-78 | 73-59 | 83-77 |       |

## Playoffs

### Tableau
|  | Quarts de finale                 | Quarts de finale          | Quarts de finale | Quarts de finale |                                  |     | Demi-finales | Demi-finales | Demi-finales | Demi-finales |  |  | Finale | Finale | Finale | Finale |
|  |                                  |                           |                  |                  |                                  |     |              |              |              |              |  |  |        |        |        |        |
|  | 28 février et 3 mars             |                           |                  |                  |                                  |     |              |              |              |              |  |  |        |        |        |        |
|  |                                  |                           |                  |                  |                                  |     |              |              |              |              |  |  |        |        |        |        |
|  | [E1] Lokomotiv Kouban-Krasnodar  | *75                       | 88               | -                |                                  |     |              |              |              |              |  |  |        |        |        |        |
|  | [E1] Lokomotiv Kouban-Krasnodar  | *75                       | 88               | -                | 14 et 17 mars                    |     |              |              |              |              |  |  |        |        |        |        |
|  | [G2] Zénith Saint-Pétersbourg    | 52                        | *77              | -                |                                  |     |              |              |              |              |  |  |        |        |        |        |
|  | [G2] Zénith Saint-Pétersbourg    | 52                        | *77              | -                | [E1] Lokomotiv Kouban-Krasnodar  | *57 | 63           | -            |              |              |  |  |        |        |        |        |
|  | 28 février, 3 mars, 8 mars       |                           |                  |                  | [E1] Lokomotiv Kouban-Krasnodar  | *57 | 63           | -            |              |              |  |  |        |        |        |        |
|  |                                  | [H2] Unicaja Málaga       | 73               | *74              | -                                |     |              |              |              |              |  |  |        |        |        |        |
|  | [F1] Bayern Munich               | [H2] Unicaja Málaga       | 73               | *74              | -                                | *91 | 67           | *69          |              |              |  |  |        |        |        |        |
|  | [F1] Bayern Munich               |                           |                  |                  | 28 mars, 31 mars, 5 avril        | *91 | 67           | *69          |              |              |  |  |        |        |        |        |
|  | [H2] Unicaja Málaga              | 82                        | *82              | 74               |                                  |     |              |              |              |              |  |  |        |        |        |        |
|  | [H2] Unicaja Málaga              | 82                        | *82              | 74               | [H2] Unicaja Málaga              | 62  | *79          | 63           |              |              |  |  |        |        |        |        |
|  | 28 février et 3 mars             |                           |                  |                  | [H2] Unicaja Málaga              | 62  | *79          | 63           |              |              |  |  |        |        |        |        |
|  |                                  | [H1] Valencia Basket Club | *68              | 71               | *58                              |     |              |              |              |              |  |  |        |        |        |        |
|  | [G1] Hapoël Bank Yahav Jérusalem | [H1] Valencia Basket Club | *68              | 71               | *58                              | *87 | 85           | -            |              |              |  |  |        |        |        |        |
|  | [G1] Hapoël Bank Yahav Jérusalem | 14, 17 et 22 mars         |                  |                  |                                  | *87 | 85           | -            |              |              |  |  |        |        |        |        |
|  | [E2] Herbalife Gran Canaria      | 67                        | *79              | -                |                                  |     |              |              |              |              |  |  |        |        |        |        |
|  | [E2] Herbalife Gran Canaria      | 67                        | *79              | -                | [G1] Hapoël Bank Yahav Jérusalem | 68  | *79          | 75           |              |              |  |  |        |        |        |        |
|  | 28 février, 3 mars, 8 mars       |                           |                  |                  | [G1] Hapoël Bank Yahav Jérusalem | 68  | *79          | 75           |              |              |  |  |        |        |        |        |
|  |                                  | [H1] Valencia Basket Club | *83              | 66               | *90                              |     |              |              |              |              |  |  |        |        |        |        |
|  | [H1] Valencia Basket Club        | [H1] Valencia Basket Club | *83              | 66               | *90                              | *88 | 74           | *92          |              |              |  |  |        |        |        |        |
|  | [H1] Valencia Basket Club        |                           |                  |                  |                                  | *88 | 74           | *92          |              |              |  |  |        |        |        |        |
|  | [F2] BC Khimki Moscou            | 82                        | *98              | 76               |                                  |     |              |              |              |              |  |  |        |        |        |        |
|  | [F2] BC Khimki Moscou            | 82                        | *98              | 76               |                                  |     |              |              |              |              |  |  |        |        |        |        |
|  |                                  |                           |                  |                  |                                  |     |              |              |              |              |  |  |        |        |        |        |

* indique l'équipe évoluant à domicile.

### Quarts de finale
| Équipe 1                         | Score | Équipe 2                      | Aller    | Retour   | Décisif  |
| -------------------------------- | ----- | ----------------------------- | -------- | -------- | -------- |
| [E1] Lokomotiv Kouban-Krasnodar  | 2 - 0 | Zénith Saint-Pétersbourg [G2] | *75 - 52 | 88 - 77* |          |
| [F1] Bayern Munich               | 1 - 2 | Unicaja Málaga [H2]           | *91 - 82 | 67 - 82* | *69 - 74 |
| [G1] Hapoël Bank Yahav Jérusalem | 2 - 0 | Herbalife Gran Canaria [E2]   | *87 - 67 | 85 - 79* |          |
| [H1] Valencia Basket Club        | 2 - 1 | BC Khimki Moscou [F2]         | *88 - 82 | 74 - 98* | *92 - 76 |

* indique l'équipe évoluant à domicile.

### Demi-finales
| Équipe 1                        | Score | Équipe 2                         | Aller    | Retour   | Décisif  |
| ------------------------------- | ----- | -------------------------------- | -------- | -------- | -------- |
| [E1] Lokomotiv Kouban-Krasnodar | 0 - 2 | Unicaja Málaga [H2]              | *57 - 73 | 63 - *74 |          |
| [H1] Valencia Basket Club       | 2 - 1 | Hapoël Bank Yahav Jérusalem [G1] | *83 - 68 | 66 - *79 | *90 - 75 |

* indique l'équipe évoluant à domicile.

### Finale
| Équipe 1            | Score | Équipe 2                  | Aller    | Retour   | Décisif  |
| ------------------- | ----- | ------------------------- | -------- | -------- | -------- |
| [H2] Unicaja Málaga | 2 - 1 | Valencia Basket Club [H1] | 62 - *68 | *79 - 71 | 63 - *58 |

* indique l'équipe évoluant à domicile.

## Récompenses individuelles

### Récompenses annuelles
- MVP de la saison régulière[11] :  Alexey Shved ( BC Khimki Moscou)
- MVP des finales[12] :  Alberto Díaz ( Unicaja Málaga)
- Entraîneur de l'année[13] :  Pedro Martínez ( Valencia Basket Club)
- Révélation de l'année[14] :  Rolands Šmits ( Montakit Fuenlabrada)
- Premier et deuxième cinq majeurs :

| Meilleur cinq majeur d'Eurocoupe | Meilleur cinq majeur d'Eurocoupe | Meilleur cinq majeur d'Eurocoupe | Deuxième cinq majeur d'Eurocoupe | Deuxième cinq majeur d'Eurocoupe | Deuxième cinq majeur d'Eurocoupe |
| Position                         | Joueur                           | Équipe                           | Position                         | Joueur                           | Équipe                           |
| -------------------------------- | -------------------------------- | -------------------------------- | -------------------------------- | -------------------------------- | -------------------------------- |
| Meneur                           | Curtis Jerrells                  | Hapoël Bank Yahav Jérusalem      | Meneur                           | Kyle Fogg                        | Unicaja Málaga                   |
| Arrière                          | Alexey Shved                     | BC Khimki Moscou                 | Arrière                          | Kyle Kuric                       | Herbalife Gran Canaria           |
| Ailier                           | Mardy Collins                    | Lokomotiv Kouban-Krasnodar       | Ailier                           | Fernando San Emeterio            | Valencia Basket Club             |
| Ailier fort                      | Dejan Musli                      | Unicaja Málaga                   | Ailier fort                      | Amar'e Stoudamire                | Hapoël Bank Yahav Jérusalem      |
| Pivot                            | Bojan Dubljević                  | Valencia Basket Club             | Pivot                            | Maxi Kleber                      | Bayern Munich                    |

### Récompenses hebdomadaires
| Journée | Joueur                                                            | Équipe                                                                               | Éval. |
| ------- | ----------------------------------------------------------------- | ------------------------------------------------------------------------------------ | ----- |
| 1       | Kyle Kuric (1/2)                                                  | Herbalife Gran Canaria (1/3)                                                         | 25    |
| 2       | Kyle Kuric (2/2) Žygimantas Skučas (1/1) Kšyštof Lavrinovič (1/1) | Herbalife Gran Canaria (2/3) Panevėžio Lietkabelis (1/3) Panevėžio Lietkabelis (2/3) | 25    |
| 3       | Jacob Pullen (1/1)                                                | BC Khimki Moscou (1/3)                                                               | 32    |
| 4       | Elmedin Kikanović (1/2)                                           | ALBA Berlin (1/2)                                                                    | 35    |
| 5       | Pierre Jackson (1/1)                                              | KK Cedevita Zagreb (1/1)                                                             | 37    |
| 6       | Gintaras Leonavičius (1/1)                                        | Panevėžio Lietkabelis (3/3)                                                          | 31    |
| 7       | Kyle Fogg (1/1)                                                   | Unicaja Málaga (1/2)                                                                 | 33    |
| 8       | Ivan Strebkov (1/1)                                               | BK Nijni Novgorod (1/2)                                                              | 36    |
| 9       | Elmedin Kikanović (2/2)                                           | ALBA Berlin (2/2)                                                                    | 33    |
| 10      | Jānis Timma (1/2)                                                 | Zénith Saint-Pétersbourg (1/2)                                                       | 36    |

| Journée | Joueur               | Équipe                            | Éval. |
| ------- | -------------------- | --------------------------------- | ----- |
| 1       | DeAndre Kane (1/1)   | BK Nijni Novgorod (2/2)           | 39    |
| 2       | Jānis Timma (2/2)    | Zénith Saint-Pétersbourg (2/2)    | 31    |
| 3       | David Logan (1/1)    | Lietuvos rytas Vilnius (1/1)      | 38    |
| 4       | Alexey Shved (1/2)   | BC Khimki Moscou (2/3)            | 37    |
| 5       | Tarence Kinsey (1/1) | Hapoël Bank Yahav Jérusalem (1/1) | 33    |
| 6       | Royce O'Neale (1/1)  | Herbalife Gran Canaria (3/3)      | 34    |

| Journée | Joueur                      | Équipe                     | Éval. |
| ------- | --------------------------- | -------------------------- | ----- |
| 1       | Fernando San Emeterio (1/3) | Valencia Basket Club (1/4) | 29    |
| 2       | Alexey Shved (2/2)          | BC Khimki Moscou (3/3)     | 22    |
| 3       | Bojan Dubljević (1/1)       | Valencia Basket Club (2/4) | 26    |

| Journée | Joueur                      | Équipe                     | Éval. |
| ------- | --------------------------- | -------------------------- | ----- |
| 1       | Fernando San Emeterio (2/3) | Valencia Basket Club (3/4) | 31    |
| 2       | Nemanja Nedović (1/1)       | Unicaja Málaga (2/2)       | 23    |
| 3       | Fernando San Emeterio (3/3) | Valencia Basket Club (4/4) | 21    |